# Przywilej Hanuszowy
Przywilej Hanuszowy – wydany w 1531 roku przez księcia opolskiego i raciborskiego Jana II Dobrego. Brał on chłopów w obronę przed rosnącym uciskiem ze strony szlachty, oraz potwierdzał przynależność obu księstw do Korony Czeskiej i wyznaczał Racibórz, obok Opola, miejscem, w którym obradował sejmik krajowy oraz miejscem, gdzie składano hołd królowi Czech.
Przywilej Hanuszowy dla mieszkańców księstwa opolsko-raciborskiego:
- Podkreślenie jedności księstwa opolsko-raciborskiego i jego przynależności do Korony czeskiej (Opole lub Racibórz miały stać się miejscem hołdu składanemu królowi Czech).
- Po śmierci księcia najwyższą władzą w księstwie miał być sejmik ziemski (zwoływany przez króla czeskiego, bądź namiestnika Śląska), składający się z przedstawicieli szlachty i asesorów sądu ziemskiego.
- Po śmierci księcia władzę wykonawczą miał sprawować namiestnik (nominowany przez króla czeskiego) - szlachcic mieszkający na terenie księstwa, który był zobowiązany do postępowania zgodnego z przywilejem ziemskim.
- Wyższy sąd apelacyjny opolsko-raciborski (zbierający się dwa razy do roku w Opolu bądź Raciborzu) - najwyższą instancją sądową w księstwie.
- Umożliwienie chłopom prawa do nabywania i posiadania ziemi.